# Karol Sevilla
Karol Sevilla, pseudonimo di Karol Itzitery Piña Cisneros (Città del Messico, 9 novembre 1999), è una cantante e attrice messicana.
È nota per il ruolo di Luna Valente/Sol Benson nella telenovela di Disney Channel Soy Luna e Lupe Díaz nella serie di Disney+ Sono ancora io.

## Biografia
Karol Sevilla è nata il 9 novembre 1999, a Città del Messico. I suoi genitori sono Carolina Cisneros e Javier Piña. Ha un fratello, Mauricio e un fratellastro da parte di padre, Angelo.
Durante la sua infanzia ha studiato recitazione al Centro di educazione artistica di Televisa, dove si è laureata nella generazione 2006-2008. La sua carriera artistica è iniziata all'età di sei anni, iniziando con spot televisivi prima di raggiungere serie e romanzi della TV.
La sua prima apparizione televisiva è stata nel 2008 nella telenovela Querida enemiga dove ha interpretato Gina, la nipote di Ernesto. Nel 2010 partecipa alla telenovela messicana Para volver a amar, dove ha fatto una apparizione speciale. L'anno successivo ha fatto parte della telenovela Amorcito corazón, serie originale di Valentina Parraga, dove ha interpretato Maria Luz, figlia di uno dei protagonisti della storia.
Nel 2011 interpreta Lucia nella telenovela Qué bonito amor, dove recita a fianco di Danna García e Jorge Salinas. La telenovela è basata sul romanzo colombiano, La hija del mariachi, di Mónica Agudelo. Oltre ad apparire in più episodi di Como dice el dicho e La rosa de Guadalupe, Karol ha anche interpretato musical tra cui The Sound of Music, Annie e Il mago di Oz. Ha recitato anche in una soap opera chiamata Fantabulosa.
Nel 2016 è stata la protagonista della serie di Disney Channel Soy Luna, nella quale ha interpretato Luna Valente/Sol Benson. La serie ha ottenuto un successo notevole in tutto il mondo. Nel 2016 ha fatto il suo debutto su YouTube con i suoi video e ha pubblicato il suo primo singolo come solista dal titolo Sonreír y amar. Ha tenuto il suo primo concerto in Argentina cantando cover.
Nel 2019 è stata tra i giudici del talent show Pequeños gigantes nel corso della quale ha cantato la sigla del programma. Nello stesso anno ha fatto un tour per tutta l'America Latina facendo sold out in alcuni paesi. Il 14 febbraio 2020 pubblica il singolo Vuélveme a mirar así. Il 7 giugno 2020 firma il suo primo contratto discografico con Ocesa Seitrack. L'8 gennaio 2021 esce il suo primo singolo da solista, intitolato Tus besos. Il 9 luglio dello stesso anno pubblica il suo secondo brano Nadie te entiende. Il 22 ottobre pubblica la sua prima collaborazione con il cantante panamense Joey Montana intitolata Pase lo que pase. L'11 marzo 2022 pubblica un'altra canzone chiamata Dime dime. Il 15 giugno esce la serie televisiva Sono ancora io di Disney+, dove interpreta Lupe Díaz.
Il 12 settembre 2024 esce al cinema il film Casi el paraíso adattamento dell'omonimo romanzo di Luis Spota, dove fa parte del cast principale interpretando Teresa Rondia, insieme a Andrea Arcangeli.

## Filmografia

### Cinema
- Casi el paraíso, regia di Edgar San Juan  (2024)

### Televisione
- Mujeres asesinas – serie TV (2009)
- Para volver a amar – serie TV (2010-2011)
- Amorcito corazón – serie TV (2011-2012)
- Qué bonito amor – serie TV (2012-2013)
- Como dice el dicho – serie TV (2012-2014)
- La rosa de Guadalupe – serie TV (2012-2016)
- Soy Luna – serial TV, 220 episodi (2016-2018)
- Pequeños gigantes – show televisivo  (2019)
- Sono ancora io (Siempre fui yo) - serie TV, 18 episodi (2022-in corso)

## Discografia

### 21 Singoli
- 2015 - Yo no creo en los hombres
- 2015 - Corre
- 2016 - Sonreir y amar
- 2016 - No te qiuero nada
- 2016 - Equivocada
- 2016 - Noche de paz
- 2016 - Nada fue un error
- 2017 - Besos de ceniza
- 2017 - Te quiero mucho
- 2017 - Pensandote
- 2018 – A Bailar (ft. Dany Martins)
- 2018 – El lugar
- 2018 - Boomerang
- 2019 – Mil besos por segundo
- 2020 – Vuélveme a mirar así
- 2021 – Tus besos
- 2021 - Desde hoy
- 2021 – Nadie te entiende
- 2021 – Pase lo que pase (ft. Joey Montana)
- 2022 - Dime dime
- 2023 - Miedo de sentir
- 2024 - Cenicienta
- 2024 - Otro Mood
- 2024 - Una Noche mas (Alan Navarro)

### 6 Colonne sonore
- 2013 – Fantabulosa
- 2016 – Soy Luna
- 2016 – Solo tu
- 2017 – La vida es un sueño
- 2017 – Soy Luna Remixes
- 2018 – Modo amar

## Opere
- Soy Karol Sevilla, 2017, ISBN 978-8416913084

## Teatro
- La novicia rebelde (2008)
- Timbiriche Musical (2010)
- Anita la huerfanita (2010)
- El mago de Oz (2012)
- Fantabulosa (2014)

## Doppiatrici italiane
Nelle versioni in italiano delle opere in cui ha recitato, Karol Sevilla è stata doppiata da:
- Margherita De Risi in Soy Luna[5] e Sono ancora io